# Szałot
La szałot (pronunciación polaca, [ˈʂawɔt]) es una ensaladilla de patatas típica de Silesia, en Polonia. En Silesia se le dice coloquialmente sałatka jarzynowa («ensalada de verduras»). Las patatas se suelen cocer en dados junto con zanahorias y guisantes. Además se le añade jamón, varios tipos de salchichas, pescado en escabeche y/o huevos duros, y se sirve con aceite de oliva o mayonesa.